# Howard megye (Missouri)
Howard megye az Amerikai Egyesült Államokban, azon belül Missouri államban található. Megyeszékhelye és legnagyobb városa Fayette. Lakosainak száma 10 151 fő (2020. április 1.). Howard megye Randolph, Cooper, Boone, Chariton és Saline megyékkel határos.

## Népesség
A megye népességének változása:
| Lakosok száma | 10 127 | 10 191 | 10 171 | 10 257 | 10 139 | 10 151 |
|               | 2010   | 2011   | 2012   | 2013   | 2015   | 2020   |